# Giornale storico della letteratura italiana
Il Giornale storico della letteratura italiana è il periodico più antico e illustre fra quelli dedicati alla letteratura italiana.
Si pubblica a Torino (edito dalla Loescher), in fascicoli trimestrali. Comprende saggi filologici e critici, recensioni, spogli bibliografici di riviste italiane e straniere, rassegne degli studi intorno a figure e problemi.
È diretto da Claudia Berra, Lucia Battaglia Ricci, Stefano Carrai, Jean-Louis Fournel, Enrico Mattioda e Arnaldo Soldani.
Per la sua consultazione è stato edito un Indice sistematico dei primi cento volumi (1883-1932), curato da Carlo Dionisotti (Torino, Chiantore, 1948).

## Storia
Venne fondato nel 1883 da Rodolfo Renier, Arturo Graf e Francesco Novati, tutti esponenti del cosiddetto “metodo storico”, di cui rappresentò l'organo più autorevole.
Fu quindi inizialmente legato ai presupposti positivistici e filologico eruditi di tale scuola, anche se “ha in seguito mutato più volte direzione, avvicinandosi alle nuove tendenze storiografiche post-crociane”, quando il periodico ebbe come direttori studiosi di diverso orientamento quali Ferdinando Neri, Carlo Calcaterra, Natalino Sapegno, Mario Fubini, Gianfranco Folena, Ettore Bonora.
Altri direttori sono stati, negli anni: Vittorio Cian, Attilio Momigliano, Santorre Debenedetti, Giuseppe Vidossi, Natalino Sapegno, Gianfranco Contini, Lucia Battaglia Ricci, Francesco Bruni, Stefano Carrai, Arnaldo Di Benedetto (direttore responsabile), Mario Marti, Mario Pozzi e Mario Chiesa.